# Aliança dos Reformistas e Conservadores Europeus
A Aliança dos Reformistas e Conservadores Europeus (em inglês: Alliance of Conservatives and Reformists in Europe, ACRE) é um partido político europeu de ideologia conservadora e eurocética.
Foi fundado em 2009 por partidos de direita que criticavam o federalismo europeu do Partido Popular Europeu e que tinham uma posição eurocéptica e economicamente liberal.
Desde da sua fundação, a Aliança tem-se alargado a vários países da Europa, tendo actualmente partidos de 18 países diferentes. Importa referir que, apesar de tudo, os principais partidos desta aliança são o Partido Conservador e o Partido Democrático Cívico que, desde 2007 já planeavam em sair do Partido Popular Europeu para criar um novo partido pan-europeu de direita de linha eurocética.
Desde de 2009 que, a aliança tem como referente no Parlamento Europeu, o grupo dos Reformistas e Conservadores Europeus. Nos últimos anos, a ACRE sofreu uma viragem à direita, em especial após aceitar a inclusão dos Irmãos de Itália, Vox, Fórum pela Democracia e os Democratas Suecos. Com a saída do Partido Conservador, o principal partido da Aliança, os Irmãos de Itália têm-se tornado a referência do partido, com Giorgia Meloni a procurar transformar o partido num grande bloco conservador com influência nos poderes de decisão na União Europeia.

## Financiamento
Enquanto partido político europeu registado, o partido tem direito a financiamento público europeu, que tem recebido continuamente desde o seu primeiro pedido em 2010.
Apresenta-se de seguida a evolução do financiamento público europeu recebido pelo partido.
Montante (€)Financiamento público europeu dos partidos políticos europeus01.000.0002.000.0003.000.0004.000.0005.000.0002004200720102013201620192022Montantes máximos de financiamento públicoMontantes de financiamento público efetivamente recebidos
Em conformidade com o Regulamento relativo aos partidos políticos europeus e às fundações políticas europeias, o partido também angaria fundos privados para cofinanciar as suas actividades. A partir de 2025, os partidos europeus devem angariar, pelo menos, 10% das suas despesas reembolsáveis a partir de fontes privadas, enquanto o restante pode ser coberto através de financiamento público europeu.
Segue-se a evolução das contribuições e donativos recebidos pelo partido.
Montante (€)Contribuições angariadas pelos partidos políticos europeus0100.000200.000300.000400.000500.00020102013201620192022CRE
Montante (€)Donativos angariados pelos partidos políticos europeus050.000100.000150.000200.000250.000300.000350.00020102013201620192022CRE

## Membros

### Partidos políticos

#### Membros actuais
| País       | Nome                                          | Nome     | Status            |
| ---------- | --------------------------------------------- | -------- | ----------------- |
| Alemanha   | Nós Cidadãos                                  | WB       | Extra-parlamentar |
| Bulgária   | IMRO - Movimento Nacional Búlgaro             | VMRO     | Extra-parlamentar |
| Bulgária   | Existe um Povo                                | ITN      | Governo           |
| Chéquia    | Partido Democrático Cívico                    | ODS      | Governo           |
| Chipre     | Frente Popular Nacional                       | ELAM     | Oposição          |
| Croácia    | Soberanistas Croatas                          | HS       | Oposição          |
| Eslováquia | Solidariedade e Liberdade                     | SaS      | Oposição          |
| Itália     | Irmãos de Itália                              | FdI      | Governo           |
| Letónia    | Aliança Nacional                              | NA       | Oposição          |
| Lituânia   | Acção Eleitoral dos Polacos na Lituânia       | LLRA–KŠS | Oposição          |
| Luxemburgo | Partido Reformista da Alternativa Democrática | ADR      | Oposição          |
| Polónia    | Lei e Justiça                                 | PiS      | Governo           |
| Roménia    | Alternativa de Direita                        | AD       | Oposição          |
| Suécia     | Democratas Suecos                             | SD       | Governo           |

#### Parceiros globais
| País               | Partido                          | Partido | Status            |
| ------------------ | -------------------------------- | ------- | ----------------- |
| Albânia            | Partido Republicano da Albânia   | PR      | Oposição          |
| Bielorrússia       | Partido BPF                      | BPF     | Banido            |
| Estados Unidos     | Partido Republicano              | GOP     | Governo           |
| Israel             | Likud                            | Likud   | Governo           |
| Macedônia do Norte | VMRO - Partido Popular           | VMRO-NP | Extra-parlamentar |
| Reino Unido        | Partido Unionista do Ulster      | UUP     | Extra-parlamentar |
| Sérvia             | Associação "Já Chega - Recomeço" | DJB     | Extra-parlamentar |

### Membros individuais
O partido também inclui vários membros individuais, embora, tal como a maioria dos outros partidos europeus, não tenha procurado desenvolver a adesão individual em massa.
Segue-se a evolução da filiação individual no partido desde 2019.
Membros individuaisMembros individuais dos partidos políticos europeus0102030405060201920202021202220232024CRE

## Nas Instituições Europeias
| Organização        | Instituição                            | Número de lugares |
| ------------------ | -------------------------------------- | ----------------- |
| União Europeia     | Parlamento Europeu                     | 70 / 720          |
| União Europeia     | Comissão Europeia                      | 1 / 27            |
| União Europeia     | Conselho Europeu (Chefes de Governo)   | 2 / 27            |
| União Europeia     | Conselho da União Europeia (Ministros) |                   |
| União Europeia     | Comité das Regiões                     | 26 / 329          |
| Conselho da Europa | Assembleia Parlamentar                 | 101 / 612 (CEPA)  |